# Frank Butler (scénariste)
Pour les articles homonymes, voir Frank Butler (homonymie) et Butler.
Frank Butler né le 28 décembre 1890, à Oxford en Angleterre, mort le 10 juin 1967 à Oceanside, Long Island (États-Unis), est un scénariste anglo-américain qui débuta comme acteur dans des courts métrages au cinéma muet. Il est parfois crédité F. R. Butler. En tant que scénariste, il travailla sur plusieurs films mettant en scène Laurel et Hardy.

## Filmographie

### Acteur
- 1920 : Behold My Wife de George Melford : Capitaine Vidal
- 1921 : Le Cheik (The Sheik) de George Melford : Sir Aubrey Mayo
- 1921 : L'Heure suprême (The Great Moment) de Sam Wood : Eustace
- 1922 : La Dictatrice (My American Wife) de Sam Wood : Horace Beresford
- 1922 : L'Audace et l'Habit (A Tailor-Made Man) de Joseph De Grasse : Theodore Jellicot
- 1922 : Le Droit d'aimer (Beyond the Rocks) de Sam Wood : Lord Wensleydon
- 1923 : The Darkest Hour de J. A. Howe
- 1923 : The Great Outdoors de Fred Guiol
- 1923 : Roughing It de Fred Jackman
- 1923 : Heavy Seas de Fred Guiol et J. A. Howe
- 1923 : Call of the Wild de Fred Jackman : Hal
- 1923 : Let's Build de Scott Pembroke
- 1923 : La Huitième Femme de Barbe-Bleue (Bluebeard's Eighth Wife) de Sam Wood : Lord Henry Seville
- 1923 : The Self-Made Wife de John Francis Dillon : Allerdyce
- 1923 : Dans la gueule du tigre (en) (The Tiger's Claw) de Joseph Henabery : Inspecteur George Malvin
- 1924 : The Rubber-Neck de J. A. Howe et Victor Potel
- 1924 : Black Hands de J. A. Howe
- 1924 : Deaf, Dumb and Daffy de J. A. Howe
- 1924 : Hot Stuff de J. A. Howe
- 1924 : Lost Dog de J. A. Howe
- 1924 : South o' the North Pole de J. A. Howe
- 1924 : A Hardboiled Tenderfoot de J. A. Howe
- 1924 : Our Congressman de Rob Wagner
- 1924 : Radio Mad de J. A. Howe
- 1924 : Suffering Shakespeare de Ralph Ceder
- 1924 : Bottle Babies de J. A. Howe et Scott Pembroke
- 1924 : Hit the High Spots de Fred Guiol
- 1924 : The King of the Wild Horses de Fred Jackman
- 1924 : Political Pull de Roy Clements
- 1924 : Help One Another de Fred Guiol
- 1925 : Tol'able Romeo de Jess Robbins
- 1925 : Compromise d'Alan Crosland : Ole
- 1925 : Satan in Sables de James Flood : Victor
- 1925 : The Royal Four-Flush de J. A. Howe
- 1925 : Wild Papa (en) de Nicholas T. Barrows et J. A. Howe
- 1925 : Black Hand Blues de J. A. Howe
- 1925 : Excuse My Glove de J. A. Howe
- 1925 : The Fox Hunt de J. A. Howe
- 1925 : Laugh That Off de J. A. Howe
- 1926 : 30 Below Zero, de Robert P. Kerr : Professeur Amos Hopkins
- 1926 : The Complete Life de Robert P. Kerr
- 1926 : The Passionate Quest de James Stuart Blackton : Lord Towers
- 1926 : Don Key (Son of Burro) de Fred Guiol, James W. Horne et J.A. Howe : Rival de Finn
- 1926 : The Fighting Buckaroo de Roy William Neill : Percy M. Wellington
- 1926 : Made for Love de Paul Sloane : Freddie Waddams
- 1927 : Seeing the World de Robert A. McGowan et Robert F. McGowan : piéton anglais

### Scénariste
- 1921 : Naughty Mary Brown, de Frederick Sullivan
- 1926 : The Nickel-Hopper de F. Richard Jones et Hal Yates
- 1927 : À bord du Miramar (Sailors Beware), de Fred Guiol et Hal Roach
- 1927 : Sans loi (No Man's Law) de Fred Jackman
- 1927 : The Honorable Mr. Buggs, de Fred Jackman
- 1928 : Just Married, de Frank R. Strayer
- 1928 : The Big Killing, de F. Richard Jones
- 1929 : Indomptée (Untamed), de Jack Conway
- 1929 : Chinoiseries (China Bound) de Charles Reisner
- 1930 : New Moon, de Jack Conway
- 1930 : La Bande fantôme (Remote Control) de Nick Grinde et Malcolm St. Clair
- 1930 : Those Three French Girls, de Harry Beaumont
- 1930 : Strictly Unconventional, de David Burton
- 1930 : Montana Moon, de Malcolm St. Clair
- 1931 : Aimer, rire, pleurer (This Modern Age), de Nick Grinde
- 1932 : Prospérité (Prosperity), de Sam Wood
- 1932 : Amitié (When a Fellow Needs a Friend), de Harry A. Pollard
- 1933 : Girl Without a Room, de Ralph Murphy
- 1933 : Le Fou des îles (White Woman), de Stuart Walker
- 1933 : L'Amour guide (The Way to Love), de Norman Taurog
- 1933 : College Humor, de Wesley Ruggles
- 1934 : Un jour une bergère (Babes in Toyland), de Gus Meins et Charley Rogers
- 1934 : La Demoiselle du téléphone (Ladies Should Listen), de Frank Tuttle
- 1934 : L’École de la beauté (Search for beauty) de Erle C. Kenton
- 1935 : Coronado, de Norman Z. McLeod
- 1935 : Bons pour le service (Bonnie Scotland), de James W. Horne
- 1935 : Une femme à bord (Vagabond Lady), de Sam Taylor
- 1936 : Une princesse à bord (The Princess Comes Across), de William K. Howard
- 1936 : La Bohémienne (The Bohemian Girl), de James W. Horne et Charley Rogers
- 1936 : Soupe au lait (The Milky Way), de Leo McCarey et Norman Z. McLeod
- 1936 : Strike Me Pink, de Norman Taurog
- 1937 : L'Amour à Waïkiki (Waikiki Wedding), de Frank Tuttle
- 1937 : Champagne valse (Champagne Waltz), de A. Edward Sutherland
- 1938 : Give Me a Sailor, de Elliott Nugent
- 1938 : La Belle de Mexico (Tropic Holiday), de Theodore Reed
- 1939 : Frou-frou de Broadway (The Star Maker) de Roy Del Ruth
- 1939 : Island of Lost Men, de Kurt Neumann
- 1939 : Never Say Die, de Elliott Nugent
- 1939 : Paris Honeymoon, de Frank Tuttle
- 1940 : I Want a Divorce (en), de Ralph Murphy
- 1940 : Le Mystère de Santa Marta (Rangers of Fortune) de Sam Wood
- 1940 : Untamed, de George Archainbaud
- 1940 : En route vers Singapour (Road to Singapore), de Victor Schertzinger
- 1941 : Aloma, princesse des îles (Aloma of the South Seas), d'Alfred Santell
- 1941 : En route vers Zanzibar (Road to Zanzibar), de Victor Schertzinger
- 1942 : En route vers le Maroc (Road to Morocco), de David Butler
- 1942 : La Sentinelle du Pacifique (Wake Island), de John Farrow
- 1942 : Mabok, l'éléphant du diable (Beyond the Blue Horizon), d'Alfred Santell
- 1942 : La Blonde de mes rêves (My Favorite Blonde), de Sidney Lanfield
- 1943 : Hostages, de Frank Tuttle
- 1943 : Le Défilé de la mort (China), de John Farrow
- 1944 : La Route semée d'étoiles (Going My Way), de Leo McCarey
- 1945 : La Blonde incendiaire (Incendiary Blonde), de George Marshall
- 1945 : A Medal for Benny, d'Irving Pichel
- 1946 : Le Laitier de Brooklyn (The Kid from Brooklyn), de Norman Z. McLeod
- 1947 : Les Anneaux d'or (Golden Earrings), de Mitchell Leisen
- 1947 : Les Exploits de Pearl White (The Perils of Pauline), de George Marshall
- 1947 : Le Docteur et son toubib (Welcome Stranger), de Elliott Nugent
- 1947 : Californie terre promise (California), de John Farrow
- 1948 : Smith le taciturne (Whispering Smith), de Leslie Fenton
- 1952 : En route vers Bali (Road to Bali), de Hal Walker
- 1955 : Une Étrangère dans la ville (Strange Lady in Town), de Mervyn LeRoy
- 1959 : Quand la terre brûle (The Miracle), d'Irving Rapper